# Frans van Knapen
Frans van Knapen (Amersfoort, 15 december 1948) is een Nederlands diergeneeskundige, politicus en emeritus hoogleraar aan de Universiteit Utrecht.
Van Knapen studeerde vanaf 1966 diergeneeskunde aan de Rijksuniversiteit Utrecht. In 1971 deed hij doctoraal examen en in 1973 legde hij het examen tot dierenarts af. Gedurende de twee jaar die daarop volgden was hij werkzaam als vrijgevestigd dierenarts. Eind 1974 trad hij in dienst bij het Rijksinstituut voor Volksgezondheid en Milieu (RIVM) te Bilthoven. Hier was hij werkzaam bij het laboratorium voor pathologie, meer in het bijzonder bij de afdeling parasitologie. Hier hield hij zich vooral bezig met zoönosen, infectieziekten die kunnen worden overgedragen van dier op mens. Van Knapen promoveerde in 1984 aan de Universiteit van Amsterdam in de geneeskunde op het proefschrift Immunodiagnosis of Toxoplasmosis. Binnen het RIVM gaf hij vervolgens leiding aan het laboratorium voor parasitologie en mycologie.
Per 1 mei 1993 werd hij gewoon hoogleraar aan de Universiteit Utrecht, met als leeropdracht epidemiologie van Parasitaire Zoönosen. Twee jaar later kreeg hij bij de faculteit diergeneeskunde de leeropdracht hygiëne van voedingsmiddelen van dierlijke oorsprong.
Van Knapen is lid van de Raad van Advies van de Nederlandse Voedsel- en Warenautoriteit, en van verschillende nationale en internationale commissies en verenigingen op het gebied van parasitologie en veterinaire volksgezondheid.
Sinds 13 juni 2023 is Van Knapen lid van de Eerste Kamer der Staten-Generaal namens de BoerBurgerBeweging.

## Onderscheiding
Van Knapen werd bij de lintjesregen van 2018 benoemd tot Commandeur in de Orde van Oranje-Nassau.